# Sengiji
Skočirovke (sengiji, slonovske rovke; lat. Macroscelidea), red malenih sisavaca iz Afrike koji obuhvaća porodicu Macroscelididae s rodovima Elephantulus, Macroscelides, Petrodromus i Rhynchocyon.
Ime slonovske rovke dobile su po rilu sličnom slonovskom a žive isključivo u Africi, gdje bantu naziv za njih glasi sengi. Posljednji predstavnik ovoga reda otkriven je krajem lipnja 2014. godine i imenovan latinskim nazivom Macroscelides micus.
Sengiji ili slonovske rovke dolaze na svijet u placenti. Hrane se kukcima, stonogama, paucima i crvima.